# 龍門村 (奈良県)
龍門村（りゅうもんむら）は奈良県中部、吉野郡に属していた村。現在は吉野町の一部。

## 歴史
- 1889年（明治22年）4月1日 - 町村制の施行により、佐々羅村・峯寺村・河原屋村・千股村・志賀村・滝畑村・三津村・西谷村・平尾村・津風呂村・山口村・香束村・柳村・色生村・小名村・大熊村・北大野村・牧村・栗野村・田原村・東平尾村・上片岡村・下片岡村の区域をもって発足。
- 1890年（明治23年）9月23日 - 大字大熊・牧・栗野・田原・東平尾・上片岡・下片岡が分立して上龍門村が、大字香束・柳・色生・小名・北大野が分立して中龍門村がそれぞれ発足。
- 1956年（昭和31年）5月3日 - 吉野町・上市町・中荘村・国樔村・中龍門村と合併し、改めて吉野町が発足。同日龍門村廃止。

## 経済

### 産業
- 農業

『大日本篤農家名鑑』によれば、龍門村の篤農家は「梅谷新人、今井丈三郎、小西楠太郎、小西卯吉、辻本文蔵、野木勘十郎、東輿作、野本熊次郎、阪本彌之助」などである。